# 斯拉維夫
50°29′24″N 28°32′7″E / 50.49000°N 28.53528°E
斯拉維夫（羅馬化：Slaviv）是烏克蘭的村落，位於該國北部日托米爾州，由日托米爾區負責管轄，始建於1651年，面積0.91平方公里，海拔高度222米，2001年人口213。